# Helioskatastrofen
Helioskatastrofen är den svenska författaren Linda Boström Knausgårds debutroman, och gavs ut på Modernista 2013. Det är även hennes tredje publicerade verk, efter diktsamlingen Gör mig behaglig för såret från 1998 och den kritikerrosade novellsamlingen Grand Mal från 2011.
Romanen, som är relativt kort på 99 sidor och har ett språk med starka poetiska inslag, har kallats en modern Athena-myt, och behandlar bland annat ett barns saknad av sin fader och psykiska sjukdomar. Namnet är taget från den grekiska solguden Helios, och syftar på det ljus och den sol huvudpersonen ständigt lever i närhet till, samt anspelar på den grekiska mytologin likt även mycket av handlingen gör. Den har liknats vid Ann Heberleins Jag vill inte dö, jag vill bara inte leva.

## Handling
Romanen handlar om relationerna mellan en tolvårig flicka, Anna, och hennes fader Conrad. Fadern lider av svår schizofreni, och placeras på sjukhus, vartefter flickan hamnar hos fosterfamilj i Norrland. Fosterfamiljen är nykterister och religiösa och hon blir allt mer indragen i Pingstkyrkan. Genom hela händelseförloppet genljuder saknaden av hennes far och hennes egna psykologiska erfarenheter, vilka bland annat får henne att föra en intensiv kamp mot omvärlden för att få besöka sin fader på mentalsjukhuset samt brevväxla med honom. I slutändan hamnar hon dock själv på mentalsjukhuset, efter en tillvaro kantad av depression och psykoser.
Romanen är skriven i två delar: den första handlar om hennes liv i den nya fosterfamiljen: nykterism och frireligiositet i Norrland. Den andra berättas från det mentalsjukhus där hon slutligen själv ligger inlagd och skildrar hennes liv i undantagstillstånd. Den har liknats vid en modern Athena-myt. Flickan föds ur faders huvud likt Athena föds ur Zeus huvud i den grekiska mytologin.
Namnet är taget från den grekiska solguden Helios. Det faktum att huvudpersonen "föds ur sin faders huvud" såsom Athena gör ur Zeus skapar en stark koppling till den grekiska mytologin, och huvudpersonen lever dessutom i ständig närhet till sol och ljus. När hon börjar tala i tungor får hon istället för psykologisk hjälp börja predika i bygdens församlingshem, där allt ljus kastas på henne varje söndag - och det kan bara sluta i katastrof.
Ingrid Elam på SVT konstaterar att istället för att återberätta Annas uppväxt som en traditionell uppväxtskildring så välver hon en båge över sin hjältinna och sätter in henne i en gudavärld.
| ”                    | "Jag var utklädd till mig själv, men själv var jag någon helt annanstans." | „ |
| – Helioskatastrofen. |                                                                            |   |

## Stil
Helioskatastrofen har, liksom Boström Knausgårds tidigare verk, en utpräglad poetisk stil med magiska och hallucinatoriska inslag. Stilen har liknats vid Emily Dickinsons poesi.